# Mirko Bonačić
Mirko Bonačić (cyr. Мирко Боначић; ur. 19 marca 1903 w Splicie, zm. 18 października 1989 tamże) – jugosłowiański piłkarz grający na pozycji pomocnika.

## Kariera klubowa
Całą karierę spędził w Hajduku Split. Grał w tym klubie od 1921 do 1930, rozgrywając łącznie 203 spotkania i zdobywając 157 goli.

## Kariera reprezentacyjna
W reprezentacji Jugosławii zadebiutował 28 września 1924 w przegranym 0:2 meczu z Czechosłowacją. Łącznie w kadrze zagrał w 6 meczach i strzelił 3 gole. W 1928 wystartował na igrzyskach olimpijskich, na których wystąpił w jednym meczu – przegranym 1:2 spotkaniu z Portugalią, w którym strzelił jedynego gola dla jugosłowiańskiej kadry w tym meczu.